# Saint-Beauzeil
 Saint-Beauzeil  es una población y comuna francesa, en la región de Mediodía-Pirineos, departamento de Tarn y Garona, en el distrito de Castelsarrasin y cantón de Montaigu-de-Quercy.

## Demografía
| 164 | 145 | 111 | 118 | 120 | 132 |
| Para los censos de 1962 a 1999 la población legal corresponde a la población sin duplicidades (Fuente: INSEE [Consultar]) |     |     |     |     |     |